# Taray
O Distrito peruano de Taray é um dos oito distritos da Província de Calca, situada no Departamento de Cusco, pertencente à Região Cusco, Peru. Foi criado pela Lei nº 15207, de 6 de maio de 1964.

## Transporte
O distrito de Taray é servido pela seguinte rodovia:
- PE-28B, que liga o distrito de Lucre (Cusco) à cidade de Ayna (Ayacucho)
- PE-28G, que liga o distrito de Wanchaq à cidade de Pisac[3][4][5]